# Електрон (автомобіль)
Електрон — сімейство вітчизняних багатофункціональних автомобілів виробництва заводу «ЕлектронМаш» (входить в «Концерн-Електрон»), що вперше презентовані на щорічній виставці «Львівський товаровиробник» 4 жовтня 2012 року в місті Львові. 7 листопада 2012 року автомобіль представили на 10-тій Міжнародній спеціалізованій виставці «КомунТех-2012», яка відбулась у місті Києві.

## Опис
Автомобіль Електрон-Терен створений на основі УАЗ-3303.
На базове шасі з гідросистемою встановлюються різні варіанти кузовів (в тому числі самоскидних, з можливістю розвантаження на три сторони), а також монтуються до 50-ти одиниць навісних агрегатів різноманітного призначення. Нова машина може вивозити контейнери зі сміттям, розчищати вулиці, тротуари та дороги від снігу, використовуватись як розкидач піско-соляної суміші, як поливальна або підмітальна машина, як дорожній порохотяг, а також як косарка для догляду за газонами та зеленими насадженнями, працювати на аварійних роботах чи на будівельних майданчиках з обмеженим простором та виконувати багато інших видів робіт.
В повноприводному автомобілі передбачено встановлення декількох типів двигунів — класичні бензинові або дизельні потужністю 130–140 к.с., а також комбіновані «бензин-газ». В найближчій перспективі планується встановлення на автомобіль електродвигунів, що працюють від акумуляторів на основі конденсаторних батарей надвисокої ємності. Нові батареї можуть використовуватись і як цілком автономне джерело енергоживлення.
Багатофункціональний автомобіль призначений для потреб комунального господарства, але завдяки своїм можливостям може використовуватись у багатьох галузях — в будівництві, на дорожньо-ремонтних роботах, у фермерських господарствах та інших сферах господарської діяльності.

## Модифікації
- ЕМ-С320.12 «Електрон» — багатофункціональний повноприводний автомобіль з колісною формулою 4х4, створений для комунальних служб повною масою 3,5 т з бензиновим двигуном ЗМЗ-409 об'єм 2,69 л, потужністю 112 к.с., крутним моментом 198 Нм.
- ЕМ-С440 «Електрон» — багатофункціональний повноприводний автомобіль з колісною формулою 6х4 створений для комунальних служб повною масою 5 т з дизельним двигуном ЗМЗ-514 об'єм 2,25 л, потужністю 110 к.с., крутним моментом 270 Нм.

- Автомобіль швидкої допомоги типу А1, А2 і В «Електрон» — повнопривідний автомобіль, призначений для надання невідкладної медичної допомоги у важкодоступних гірських районах та сільській місцевості, вперше презентований ПАТ «Концерн-Електрон» спільно з Львівською обласною державною адміністрацією 14 червня 2013 року.[5]
Автомобіль повністю обладнаний необхідною апаратурою та забезпечений медикаментами. Наразі Електрон представив лише пробний зразок.[6]
Автомобіль збудований на шасі УАЗ і має оригінальну кабіну, дизельний двигун і кузов з сендвіч-панелей, що дозволило істотно поліпшити експлуатаційні характеристики. Власне в кузові і планують розмістити медиків і хворого при транспортуванні.[7]